# Propellerheads
Propellerheads — британский дуэт, образованный в 1996 году в Бате, Англия, и соединивший в своем творчестве элементы бигбита, техно, трип-хопа, эйсид-хауса, джаз-фанка.
Первую известность группе принесли хит-синглы 1997 года «On Her Majesty’s Secret Service» (с участием Дэвида Арнольда, # 7 UK Singles Chart) и «History Repeating» (с участием Ширли Бэсси, # 19 UK).
Дебютный альбом дуэта Decksandrumsandrockandroll, выпущенный в начале 1998 года, получил высокие оценки критиков, поднялся до #6 d UK Albums Chart и был номинирован на Mercury Prize.
Впоследствии Гиффорд переехал в Нью-Йорк, где записал в качестве продюсера альбом Jungle Brothers V.I.P. (1999), сотрудничал с Black Eyed Peas и др. Уайт вошёл в состав Long Range, группы, образованной Филом Хартноллом из Orbital. В 2003 году группа прекратила существование.

## Дискография

### Альбомы
| Год  | Альбом                     | Позиция в чартах | Позиция в чартах | Позиция в чартах | Сертификация |
| Год  | Альбом                     | UK               | US               | AUS              | Сертификация |
| ---- | -------------------------- | ---------------- | ---------------- | ---------------- | ------------ |
| 1998 | Decksandrumsandrockandroll | 6                | 100              | 13               | - UK: Gold   |

### EPs
- Dive EP (1996)
- Propellerheads EP (1997)
- Extended Play EP (1998)

### Синглы
- «Take California» (1996)
- «Spybreak!» (1997)
- «History Repeating» (1997) — с Ширли Бэсси
- «On Her Majesty’s Secret Service» (1997) — с Дэвидом Арнольдом
- «Bang On!» (1997)
- «Crash!» (1998)[источник не указан 4063 дня]
- «360 Degrees (Oh Yeah?)» (1998)
- «Velvet Pants» (1998)
- «Take California And Party» (1999)
- «Lethal Cut» (1999)[9]

## Упоминание
- Группа «Propellerheads» упоминается в песне «Моё сердце» группы «Сплин»:

Мы идём ставить кофе под Элвиса Пресли,

Кофе сбежал под «Propellerheads», ах!

- Название группы упоминается в 14 серии телесериала «Бригада» - эту группу предлагал поставить заика Антон на просьбу Пчёлы и Космоса сменить музыку.